# Needy Girl Overdose
Needy Girl Overdose, también conocido como Needy Streamer Overload, es una novela visual de temática denpa y de terror psicológico desarrollada por Xemono y publicada por WSS Playground para Mac, Microsoft Windows y Nintendo Switch. Fue lanzada el 21 de enero de 2022. El jugador asume el papel de ayudante de una streamer, tomando decisiones para que consiga su objetivo de alcanzar el millón de seguidores en un mes.
El guion del juego fue escrito por Nyalra y el arte fue realizado por Ohisashiburi. La banda sonora fue compuesta por el productor musical Aiobahn La dirección artística del juego se inspira en la estética vaporwave y el arte retro de la era del PC-98, así como los juegos bishoujo de la década de 1990. El tema principal del juego, Internet Overdose, fue interpretado por la vocalista Kotoko.